# Auf einem Sonnenstrahl
Auf einem Sonnenstrahl (englisch On a Sunbeam) ist ein Comic von Tillie Walden und ihre erste Science-Fiction-Geschichte. Sie folgt darin Mia, dem neuesten Mitglied an Bord eines Raumschiffes, dessen Besatzung zerfallene Weltraumarchitektur aufspürt, um diese zu restaurieren. Die Geschichte erschien zunächst zwischen 2016 und 2017 als Webcomic. Im Jahr 2018 veröffentlichte First Second Books den Comic als gedruckte Ausgabe, 2021 brachte Reprodukt die deutsche Übersetzung heraus.

## Inhalt
Mia bleibt nach ihrem Schulabschluss ein Universitätsstudium verwehrt, da ihre Noten nicht gut genug sind. Eine Lehrerin kann ihr stattdessen eine Stelle als Mitglied an Bord des Raumschiffes „Aktis“ vermitteln. Das Forschungsteam der Aktis ist auf der Suche nach verfallener Weltraumarchitektur, um diese wieder in Stand zu setzen und einem neuen Zweck zuzuführen. Die Mannschaft erkundet dabei vergessene Orte im Weltall und sucht nach konkreten Hinweisen und Spuren vergangener Kulturen. Die Gemeinschaft an Bord wird schnell zu einer zweiten Familie für Mia. Dennoch lassen sie ihre Erinnerungen an die Internatszeit nicht los, als sie sich in die geheimnisvolle neue Mitschülerin Grace verliebte. Als Grace das Internat wieder verlassen musste, um in ihre Heimat das „Reich der großen Treppe“ zurückzukehren, wurde die Trennung von Mia und Grace durch einen Streich ihrer Mitschülerinnen ruiniert. Seitdem ist Mia auf der Suche nach ihrer Jugendliebe, um den verpassten Abschied doch noch nachzuholen.

## Entstehung und Stil
Maßgeblich inspiriert wurde Walden durch den Film 2001: Odyssee im Weltraum von Stanley Kubrick. Nachdem sie sich weitere Filme aus dem Science-Fiction-Genre angesehen hatte, empfand sie die Darstellungen überwiegend als kalt und leer. Im Gegensatz dazu wollte sie eine Geschichte erzählen, die warm aber auch altertümlich wirkt. Für ihre Interpretation des Genres spielt Realismus keine Rolle, die Figuren können etwa ohne spezielle Ausrüstung im Weltall atmen, verwendete Technik sowie verbrauchtes Material bleibt in der Beschreibung äußerst vage, Vegetation wächst unter unmöglichen Bedingungen oder die Raumschiffe sind Fischen nachempfunden.
Walden zeichnete zunächst mit einheitlicher Linienstärke in Tusche auf Papier und scannte die Seiten anschließend ein, um sie digital zu kolorieren. Die Farbpalette dominieren dunkle Töne, dabei kommt Schwarz großzügig zum Einsatz. Mit Weiß setzt Walden sparsam Akzente, unter anderem beim häufig dargestellten Sternenhimmel. Neben dem Sternenhimmel spielen die verfallenen Ruinen eine prominente Rolle, dazu kommen wiederholt markante Landschaften, Wolken- und Nebelbilder in Gelb, Pink, Rot sowie Orange. Die großzügigen Farbflächen bilden dabei einen knalligen Kontrast zu den Charakteren, die Walden mit einem filigranen und dünnen Strich zeichnet. Die titelgebenden Lichtstrahlen sind dagegen nur selten zu sehen. Die Seiten- und Panelgestaltung fällt ebenfalls abwechslungsreich aus. Neben klassischen, formstrengen Panels finden sich auf den Seiten auch ineinander übergehende Bildsequenzen sowie zahlreiche Splash-Panels.
Die Comic-Künstlerin zeigt eine matriarchale Gesellschaft, ihre Charaktere gestaltet sie ausschließlich weiblich oder nicht-binär – eine Figur beschreibt Walden im Original mit dem Pronomen „singular they“. Im deutschen wurden dieses neutrale Pronomen mit dem Neopronomen „xier“ übersetzt. Männer werden weder dargestellt noch erwähnt. Im Zentrum der Geschichte stehen die Beziehungen und Verbundenheit der weiblichen Raumschiffbesatzung.

## Veröffentlichungen
Zunächst brachte Walden Auf einem Sonnestrahl von 2016 bis 2017 als Webcomic heraus. Sie veröffentlichte in diesem Zeitraum 20 Kapitel und lieferte pro Woche zwischen 30 und 40 neue Seiten. Die gesammelten Episoden wurden im Jahr 2018 bei First Second Books in Buchform publiziert (533 Seiten, farbig, Trade Paperback, ISBN 978-1-250-17813-8). Die deutsche Übersetzung von Barbara König erschien 2021 bei Reprodukt, das Handlettering übernahm Olav Korth (544 Seiten, farbig, Klappenbroschur, ISBN 978-3-95640-242-5). Es gibt weitere Übersetzungen ins Französische, Italienische und Polnische.

## Kritiken
Da sowohl die Bilder, als auch die Geschichte so komplex ausfielen, verlange die Lektüre des Comics einiges an Konzentration, befindet Niels Beintker beim Bayerischen Rundfunk. Das Bündel der Geschichten berühre „zutiefst Menschliches, nicht zuallererst technische oder wissenschaftliche Fragen“. Außerdem veranschauliche das Werk, dass „dieser Comic-Wirbelwind“ eine „großartige Phantasie“ habe. Auf den „über 500 dicht gezeichneten Seiten“ zeige Walden mit den untersuchten Ruinen „ebenso gute Sinnbilder für die Lebensgeschichten der Forscherinnen“. Es sei gut, dass dieses „berührende, intensive Abenteuer nicht allein in den endlosen Weiten des Internets verblieben ist“.
Christian Muschweck hält bei Comicgate fest, wie schon bei ihrem Vorgänger West, West Texas, sei insbesondere die Kolorierung von Auf einem Sonnenstrahl hervorzuheben. Diese falle „außerweltlich und schwebend“ aus, sei wunderschön zusammengestellt und stehe „immer im Dienst der Story“. Lasse man die fantastischen Elemente außen vor, „handelt es sich zuvorderst um eine Coming-of-Age-Story“. Insgesamt sei der epische Comic „eine große Abenteuererzählung“, die bisweilen aber auch konventionell ausfiele. Im Gegensatz zu West, West Texas verliere sich die Erzählung nicht im Surrealismus, sondern „bleibt bis zuletzt dem Abenteuer verpflichtet“. Die Auswahl ihrer Motive erinnere nur wenig an den Vorgänger, ihrem Stil bleibe Walden allerdings treu und zeige sich erneut „kreativ und frisch“.
Für Josh Kramer bei The Comics Journal ist der über 500 Seiten lange Comic eher locker als straff erzählt, dabei lieferten selbst die ruhigen und konfliktfreien Sequenzen interessante Charakterstudien. Die Kampfhandlungen gegen Ende der Geschichte empfindet der Rezensist dagegen als unpassend und schrill. Das Buch enthielte zahlreiche atmosphärisch dichte Illustrationen und Kompositionen. Walden zeige in ihren Zeichnungen ein starkes Gespür für Anatomie, Mimik und Gestik, die Gesichter ihrer Figuren sähen hingegen ziemlich ähnlich und wenig individuell aus. Die einheitliche Linienstärke sei nicht immer passend, zum Beispiel bei der Darstellung der Raumschiffe, da es durch den dünnen Strich an Gewicht fehle. Die Farben der gedruckten Ausgabe fielen gesättigter und dunkler aus, was sowohl positiv als auch negativ zum Tragen komme. So falle beispielsweise Gelb strahlender und kräftiger aus beziehungsweise Blau so dunkel, dass es stellenweise fast schon schwarz wirke („even at the slackest points, with the least conflict or plot, it’s interesting to observe the characters […] the book is full of these atmospherics and they make for really striking compositions […] the ships can look tinny and insubstantial“).

## Auszeichnungen
In den Vereinigten Staaten erhielt der Comic 2018 einen Los Angeles Times Book Prize in der Kategorie „Graphic Novel / Comics“. In Deutschland wurde das Werk im August 2021 mit einem Luchs des Monats ausgezeichnet. Jurymitglied Christian Staas hält in Die Zeit fest, Walden inszeniere „eine in den denkbar größten Maßstab projizierte Innerlichkeit“ und beherrsche dabei ihr Handwerk „[g]eradezu traumwandlerisch“. Wer allerdings eine genretypische Gesellschaftsanalyse erwarte, werde enttäuscht.